# Sprezzatura

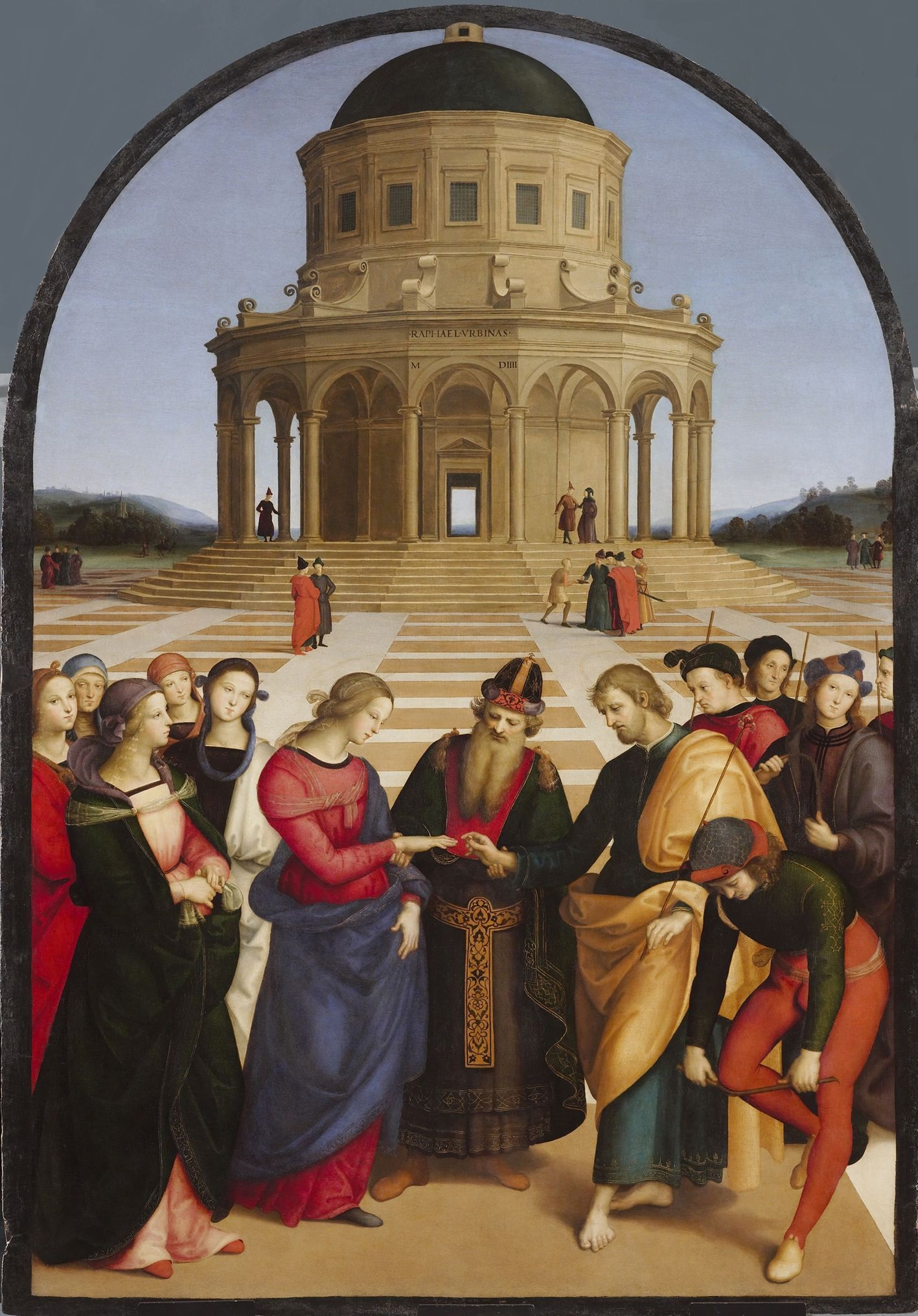
Bích họa Hôn lễ của Đức mẹ đồng trinh (1504) vẽ bởi Raffaello là ví dụ nhận thức độc đáo về tầm quan trọng của sprezzatura.

Sprezzatura (phát âm: [sprettsaˈtuːra]) được định nghĩa là một hành vi có vẻ tự nhiên, bình thường nhưng thực chất lại che giấu sự chăm chỉ. Từ ngữ có nguồn gốc tiếng Ý, xuất hiện như một khái niệm đầu tiên của Baldassare Castiglione trong tác phẩm Il Libro del Cortegiano vào năm 1528.
Sprezzatura trên thực tế là một lời khen ngợi về sự cân bằng. Từ ngữ cũng được thêm vào Từ điển tiếng Anh Oxford, với định nghĩa "sự sơ ý được cẩn trọng", một phẩm chất hay phong cách đặc trưng của nghệ thuật hoặc văn học, mặc dù từ ngữ cũng được sử dụng trong ngữ cảnh thẩm mỹ.

## Lịch sử
Trong thời gian cư ngụ ở văn phòng Tòa thánh tại Tây Ban Nha, và được truyền cảm hứng bởi chính triều đình tại nơi này — Baldassare Castiglione (1478–1529) đã viết ra tác phẩm Il Libro del Cortegiano (tạm dịch: Cuốn sách của Tòa án) nêu ra khái niệm về sprezzatura. Là một nhà ngoại giao và chính trị gia đầy tham vọng, Castiglione nhằm mục đích xác định những phẩm chất lý tưởng của một cận thần, những phẩm chất có thể thúc đẩy bản thân.
Lấy bối cảnh tại Công quốc Urbino quê hương của ông, Castiglione liệt kê như thể một số cuộc trò chuyện được tổ chức giữa các cận thần của Công tước Guidobaldo da Montefeltro, hướng dẫn các nhà quý tộc cách cư xử và phối hợp cho phù hợp, và một phần trong số đó là trau dồi phong cách trong khi vẫn tỏ ra tự nhiên và không hiểu gì về nó. Tác phẩm chỉ ra cách nó áp dụng cho âm nhạc hoặc hội họa, hành vi và lời nói: khẩu vị tốt ngụ ý từ chối sự hòa hợp quá nhiều hoặc quá nhiều bất hòa rõ ràng.
Sprezzatura là một thuộc tính cần thiết mà Castiglione xem để trở thành cận thần lý tưởng. Theo quan điểm của ông, phẩm chất này vốn có ở quý tộc Tây Ban Nha trái ngược với quý tộc Pháp, khi ông cho rằng sự khiêm tốn có ý thức trở thành sự tự phụ.